# 阿达斯
阿达斯（法語：Adast）是法国上比利牛斯省的一个市镇，属于阿尔热莱加佐斯区（Argelès-Gazost）阿尔热莱加佐斯县（Argelès-Gazost）。该市镇总面积1.05平方公里，2009年时的人口为253人。

## 人口
阿达斯人口变化图示